# برایت آیز
برایت آیز (انگلیسی: Bright Eyes) گروه موسیقی ایندی راک آمریکایی است که سال ۱۹۹۵ در اوماها، نبراسکا به رهبری کانر اوبرست شکل گرفت. دیگر اعضای گروه مایک موگیس (گیتارنواز، تهیه‌کننده)، نیت والکات (ترومپت و پیانو) و موسیقی‌پردازانی از حلقهٔ ایندی راک اوماها هستند. برایت آیز با سدل کریک رکوردز قرارداد نشر دارد.